# Kim Jong-ho (tir à l'arc, 1994)
Pour les articles homonymes, voir Kim Jongho.
Kim Jongho (en coréen : 김종호, né le 18 juillet 1994) est un archer sud-coréen. Il est sacré champion du monde de tir à l'arc à deux reprises.

## Biographie
Kim Jongho fait ses débuts au tir à l'arc en 2005. Ses premières compétitions internationales ont lieu en 2013. En 2015, il remporte les épreuves de tir à l'arc par équipe mixte lors des championnats du monde.

## Palmarès
- Championnats du monde[1]
  -  Médaille d'or à l'épreuve par équipe mixte aux championnats du monde 2015 à Copenhague (avec Kim Yun-hee).
  -  Médaille d'or à l'épreuve par équipe mixte aux championnats du monde 2017 à Mexico (avec Song Yun-soo).

- Championnats du monde universitaire FISU[1]
  -  Médaille d'or à l'épreuve par équipe homme aux championnats du monde 2014 à Legnica.
  -  Médaille d'argent à l'épreuve individuel homme aux championnats du monde 2014 à Legnica.

- Coupe du monde[1]
  -  Médaille de bronze à l'épreuve par équipe homme à la coupe du monde 2013 de Shanghai.
  -  Médaille de bronze à l'épreuve par équipe homme à la coupe du monde 2013 de Wrocław.
  -  Médaille de bronze à l'épreuve par équipe homme à la coupe du monde 2015 de Antalya.
  -  Médaille d'or à l'épreuve individuel homme à la coupe du monde 2015 de Antalya.
  -  Médaille d'or à l'épreuve par équipe mixte à la coupe du monde 2017 de Shanghai.
  -  Médaille d'or à l'épreuve par équipe homme à la coupe du monde 2017 de Salt Lake City.
  -  Médaille de bronze à l'épreuve par équipe mixte à la coupe du monde 2017 de Salt Lake City.
  -  Médaille d'or à l'épreuve individuelle homme à la coupe du monde 2018 de Shanghai.
  -  Médaille d'argent à l'épreuve par équipe mixte à la coupe du monde 2018 de Shanghai.
  -  Médaille d'argent à l'épreuve par équipe homme à la coupe du monde 2018 de Shanghai.
  -  Médaille d'argent à l'épreuve par équipe mixte à la coupe du monde 2018 de Antalya.
  -  Médaille d'or à l'épreuve par équipe homme à la coupe du monde 2018 de Antalya.

- Universiade[1]
  -  Médaille d'or à l'individuel homme aux Universiade d'été de 2015 de Gwangju.
  -  Médaille d'or à l'épreuve par équipe homme aux Universiade d'été de 2015 de Gwangju.
  -  Médaille d'or à l'épreuve par équipe mixte aux Universiade d'été de 2015 de Gwangju.
  -  Médaille d'or à l'individuel homme aux Universiade d'été de 2017 de Taipei.
  -  Médaille de bronze à l'épreuve par équipe homme aux Universiade d'été de 2017 de Taipei.
  -  Médaille d'or à l'épreuve par équipe mixte aux Universiade d'été de 2017 de Taipei.

- Championnats d'Asie[1]
  -  Médaille d'or à l'épreuve par équipe homme aux championnats d'Asie de 2013 à Taipei.
  -  Médaille d'or à l'épreuve par équipe homme aux championnats d'Asie de 2015 à Bangkok.
  -  Médaille d'or à l'épreuve par équipe mixte aux championnats d'Asie de 2015 à Bangkok.
  -  Médaille d'or à l'épreuve par équipe mixte aux championnats d'Asie de 2017 à Dhaka.
  -  Médaille d'or à l'épreuve par équipe homme aux championnats d'Asie de 2017 à Dhaka.
  -  Médaille d'argent à l'épreuve individuelle homme aux championnats d'Asie de 2017 à Dhaka.